# Gaston Guigonis
Gaston Guigonis (Grasse, 26 mars 1913 - Paris 15e, 28 novembre 1994) est un militaire et ingénieur forestier français, Compagnon de la Libération par décret du 17 octobre 1942. En poste en Afrique au moment où la Seconde Guerre mondiale éclate, il se range du côté de la France Libre et participe en tant qu'aviateur à des missions en Afrique et au Moyen-Orient. Reprenant son métier de forestier après la guerre, il occupe de hautes fonctions en Afrique et est consulté en tant qu'expert de la forêt tropicale par de nombreux organismes.

## Biographie

### Avant-guerre
Gaston Guigonis naît le 26 mars 1913 à Grasse (Alpes-Maritimes) d'un père employé des contributions directes et d'une mère directrice d'école maternelle. Il effectue des études à l'Institut national agronomique puis à l'École nationale des eaux et forêts de Nancy. Après avoir effectué son service militaire dans l'armée de l'air en 1937-1938, il devient ingénieur forestier en Afrique-Équatoriale française.

### Seconde guerre mondiale
Il est mobilisé en septembre 1939 comme chef d'escadrille au détachement d'aviation du Gabon-Moyen-Congo basé à Port-Gentil. Il est chargé d'effectuer des missions de reconnaissance et de surveillance maritime. Il prend le commandement du détachement en mars 1940 et participe au ralliement de l'Afrique-Équatoriale française à la France Libre. Participant à la campagne du Gabon, il se distingue le 25 octobre en repoussant un appareil de Vichy s'attaquant au sien. En avril 1941, il est muté en Libye dans les rangs du Groupe Réservé de Bombardement no 1 qui deviendra quelques mois plus tard le Groupe de bombardement Lorraine. Au sein de l'escadrille "Nancy" du groupe, il sert comme navigateur lors de missions contre des colonnes allemandes. Le 20 décembre 1941, il est navigateur-bombardier d'un Bristol Blenheim piloté par le lieutenant-colonel Pijeaud. Effectuant une mission de bombardement au-dessus de la Libye, le groupe Lorraine est pris à partie par un grand nombre de Messerschmitt Bf 109. L'appareil prend feu et l'équipage est contraint de sauter en parachute. Alors que le lieutenant-colonel Pijeaud est capturé par les italiens et meurt quelques jours plus tard de ses blessures, Gaston Guigonis parvient à rejoindre son escadrille après s'être caché pendant cinq jours derrière les lignes ennemies. En avril 1942, il devient chef du 3e bureau du commandement de l'air au Moyen-Orient puis reprend le combat en novembre 1942 comme chef de l'escadrille de surveillance du Levant. Il est officier d'ordonnance du général chef d'état-major de l'air en Afrique du nord de juillet 1943 à janvier 1944 puis est à nouveau chef du 3e bureau de l'air jusqu'en juillet. Il prend ensuite pendant trois mois le commandement de l'école d'aspirant de Rayak au Liban avant d'être détaché auprès de la Royal Air Force en tant qu'officier de liaison. Terminant la guerre avec le grade de commandant, il dirige le groupe 1/17 Picardie jusqu'en septembre 1945.

### Après-guerre
Après avoir quitté l'armée, il reprend son métier d'ingénieur forestier et devient chef du service forestier du Gabon de 1946 à 1953. Muté en Oubangui-Chari, il en devient le chef du service forestier puis le directeur des Eaux, Forêts et Chasse de la Centrafrique de 1954 à 1970. Chef des missions forestières de la Crète, du Zaïre et du Nil de 1970 à 1973, il réalise ensuite des missions d'expertise en sylviculture tropical auprès d'organismes privés et internationaux. Gaston Guigonis meurt le 28 novembre 1994 à Paris où il est inhumé au Cimetière du Montparnasse.

## Décorations
|  |  |  |  |  |  |
|  |  |  |  |  |  |
|  |  |  |  |  |  |
|  |  |  |  |  |  |

| Officier de la Légion d'Honneur                              | Officier de la Légion d'Honneur                              | Compagnon de la Libération                                           | Compagnon de la Libération                                           | Commandeur de l'Ordre national du Mérite                  | Commandeur de l'Ordre national du Mérite                  |
| Croix de Guerre 1939-1945                                    | Croix de Guerre 1939-1945                                    | Officier de l'Ordre du Mérite agricole                               | Officier de l'Ordre du Mérite agricole                               | Médaille coloniale                                        | Médaille coloniale                                        |
| Médaille commémorative de Syrie-Cilicie Avec agrafe "Levant" | Médaille commémorative de Syrie-Cilicie Avec agrafe "Levant" | Médaille commémorative des services volontaires dans la France libre | Médaille commémorative des services volontaires dans la France libre | Officier de l'Ordre du Nichan-El-Anouar                   | Officier de l'Ordre du Nichan-El-Anouar                   |
| Croix de Guerre (Tchécoslovaquie)                            | Croix de Guerre (Tchécoslovaquie)                            | Croix de Guerre (Tchécoslovaquie)                                    | Officier de l'Ordre du Mérite (République centrafricaine)            | Officier de l'Ordre du Mérite (République centrafricaine) | Officier de l'Ordre du Mérite (République centrafricaine) |

## Publications
- Possibilité de sylviculture intensive de l'Okoumé : 3e congrès forestier mondial, Helsinki, 3e congrès forestier mondial, 1950.
- Formations végétales protégées et à protéger en République Centrafricaine, Association pour l’Etude Taxonomique de la Flore d’Afrique Tropicale, 1966.
- Arbres et arbustes des forêts et galeries forestières en République Centrafricaine, Bangui, 1969.
- Cours de botanique forestière, Programme de développement de l'ONU en République Centrafricaine, 1970.
- Les forêts et de développement économique du Zaïre, 1971.
- Mémento du forestier tropical, Ministère de la Coopération, 1975.